# Desa Sumberwaru (administrativ by i Indonesien, lat -7,01, long 113,54)
Desa Sumberwaru är en administrativ by i Indonesien.   Den ligger i provinsen Jawa Timur, i den västra delen av landet, 700 km öster om huvudstaden Jakarta. Desa Sumberwaru ligger på ön Madura.